# Mignerette
Mignerette és un municipi francès, situat al departament del Loiret i a la regió de Centre – Vall del Loira. L'any 2007 tenia 326 habitants.

## Demografia

### Població
El 2007 la població de fet de Mignerette era de 326 persones. Hi havia 133 famílies, de les quals 32 eren unipersonals (16 homes vivint sols i 16 dones vivint soles), 57 parelles sense fills, 40 parelles amb fills i 4 famílies monoparentals amb fills.
La població ha evolucionat segons el següent gràfic:
Habitants censats

### Habitatges
El 2007 hi havia 170 habitatges, 136 eren l'habitatge principal de la família, 22 eren segones residències i 11 estaven desocupats. 163 eren cases i 4 eren apartaments. Dels 136 habitatges principals, 125 estaven ocupats pels seus propietaris, 8 estaven llogats i ocupats pels llogaters i 3 estaven cedits a títol gratuït; 3 tenien dues cambres, 31 en tenien tres, 55 en tenien quatre i 48 en tenien cinc o més. 102 habitatges disposaven pel capbaix d'una plaça de pàrquing. A 54 habitatges hi havia un automòbil i a 73 n'hi havia dos o més.

### Piràmide de població
La piràmide de població per edats i sexe el 2009 era:
| Homes | Edats   | Dones |
| ----- | ------- | ----- |
| 0     | 95 o +  | 0     |
| 0     | 90 a 94 | 0     |
| 4     | 85 a 89 | 4     |
| 0     | 80 a 84 | 0     |
| 4     | 75 a 79 | 12    |
| 0     | 70 a 74 | 12    |
| 12    | 65 a 69 | 0     |
| 16    | 60 a 64 | 12    |
| 4     | 55 a 59 | 4     |
| 8     | 50 a 54 | 12    |
| 8     | 45 a 49 | 8     |
| 8     | 40 a 44 | 16    |
| 8     | 35 a 39 | 4     |
| 20    | 30 a 34 | 12    |
| 0     | 25 a 29 | 12    |
| 8     | 20 a 24 | 8     |
| 4     | 15 a 19 | 12    |
| 8     | 10 a 14 | 0     |
| 12    | 5 a 9   | 4     |
| 20    | 0 a 4   | 12    |

## Economia
El 2007 la població en edat de treballar era de 198 persones, 156 eren actives i 42 eren inactives. De les 156 persones actives 142 estaven ocupades (72 homes i 70 dones) i 14 estaven aturades (7 homes i 7 dones). De les 42 persones inactives 13 estaven jubilades, 15 estaven estudiant i 14 estaven classificades com a «altres inactius».

### Ingressos
El 2009 a Mignerette hi havia 149 unitats fiscals que integraven 372 persones, la mediana anual d'ingressos fiscals per persona era de 18.384 €.

### Activitats econòmiques
Dels 10 establiments que hi havia el 2007, 2 eren d'empreses de construcció, 3 d'empreses de comerç i reparació d'automòbils, 1 d'una empresa immobiliària, 1 d'una empresa de serveis i 3 d'empreses classificades com a «altres activitats de serveis».
Dels 3 establiments de servei als particulars que hi havia el 2009, 1 era un guixaire pintor, 1 lampisteria i 1 agència immobiliària.

## Equipaments sanitaris i escolars
El 2009 hi havia una escola elemental integrada dins d'un grup escolar amb les comunes properes formant una escola dispersa.

## Poblacions més properes
El següent diagrama mostra les poblacions més properes.